# Al-Jaroudiya
Al-Jaroudiya (en árabe: الجراديه‎) es una localidad de Arabia Saudita, en la región de Jizán.

## Demografía
Según estimación 2010 contaba con 8295 habitantes.
- Datos: Q2880505

1. 1 2  Word Gazetteer. (enlace roto disponible en Internet Archive; véase el historial, la primera versión y la última).